# Dr. Mabuses testamente
Dr. Mabuses testamente är en tysk skräckfilm från 1933 i regi av Fritz Lang. Filmen förbjöds i Tredje riket och hade därför premiär i Frankrike 12 april 1933.

## Handling
Handlingen utspelar sig kring den asociale, men hyperintelligente Dr. Mabuse (Rudolf Klein-Rogge) som vårdas på ett mentalsjukhus. Dr. Mabuse kommunicerar med omvärlden endast genom att sida efter sida nedteckna planer på brott. I filmens början får kommissarie Karl Lohmann (Otto Wernicke) ett telefonsamtal från en kollega, polisdetektiv Hofmeister (Karl Meixner), som påstår sig vara en falskmyntarliga på spåren. Innan Hofmeister hinner berätta något av värde attackeras han i sitt hem. Han blir traumatiserad så till den grad att han, oförmögen att berätta mer av sin historia, läggs in på samma mentalsjukhus som Dr. Mabuse vårdas på. När Lohmann börjar utreda fallet finner han många märkliga omständigheter som samrör med mentalsjukhuset och läkaren Professor Baum (Oscar Beregi Sr). Filmens åskådare vet då redan att Baum genom ett närmast industriellt uppbyggt brottssyndikat sätter Dr. Mabuses planer i verket för egen vinning.
Under filmens gång dör Dr. Mabuse, men hans spöke uppenbarar sig snart för Professor Baum. Under den döde Dr. Mabuses påverkan ändrar Professor Baum inriktning på sin kriminella verksamhet från brottslighet för egen vinning till attacker mot samhället som massförgiftning och angrepp av det monetära systemet. För kommissarie Lohmann står det mer och mer klart att Professor Baum sätter Dr. Mabuses planer i verket, men han saknar bevis. När det slutligen står utom allt tvivel att Professor Baum är brottslingen, flyr han från Lohmann till sitt mentalsjukhus i en biljakt. Han söker upp kommissarie Lohmanns förre kollega, polisdetektiv Hofmeister, som sitter isolerad. Professor Baum presenterar sig som Dr. Mabuse, varvid Hofmeister släpps från sitt trauma. Istället sätter sig den nu traumatiserade Professor Baum lugnt i Hofmeisters isoleringsrum och börjar nogsamt att riva sönder ett block av Dr. Mabuses brottsanteckningar. Kommissarie Lohmann, som efter att ha blivit frånkörd, har nu hunnit fram till mentalsjukhuset kan bara konstatera att den uppenbarligen sinnessjuke Professor Baum inte längre är ett fall för polisen.

## Om filmen
Filmen är inspelad i Berlin, Jüterbog och Spandau. Filmen förbjöds i Tredje riket och hade därför världspremiär i Paris den 12 april 1933 och svensk premiär den 30 april 1945. Inte förrän 1961 visades filmen publikt i Tyskland.
Detta var Fritz Langs andra ljudfilm, den första var M – Eine Stadt sucht einen Mörder (1931). Även i M dyker kommissarie Karl Lohmann upp som en av huvudkaraktärerna.
Jönssonligan och den svarta diamanten (1992) bygger löst på Dr. Mabuses testamente.

## Rollista
- Rudolf Klein-Rogge – Dr. Mabuse
- Otto Wernicke – Kommissarie Karl Lohmann
- Oscar Beregi Sr. – Professor Baum
- Karl Meixner – Detektiv Hofmeister
- Paul Bernd – Utpressare
- Henry Pleß – Snut
- Gustav Diessl – Thomas Kent
- Paul Henckels – Litograf
- Oskar Höcker – Bredow
- Georg John – Baum's betjänt
- Adolf E. Licho – Dr. Hauser
- Theo Lingen – Karetzky
- Theodor Loos – Dr. Kramm
- Klaus Pohl – Müller
- Rudolf Schündler – Hardy
- Ludwig Stössel – Arbetare
- Hadrian Maria Netto – Nicolai Griforiew
- Wera Liessem – Lilli
- Camilla Spira – Juvel-Anna

## Musik i filmen
- Valkyrian av Richard Wagner.

## Visning i Sverige
Statens biografibyrå förbjöd först offentlig visning i Sverige, men en kortare version släpptes senare fri. Filmen fick svensk premiär 1945.